# Veronika Megler
Veronika Margaret Megler (Melbourne, 14 de Outubro de 1960) é uma programadora de jogos eletrônicos. Tornou-se notória em 1982, por ter feito a adaptação para jogo eletrônico do livro O Hobbit, em 1982. O game foi um sucesso comercial. Ela escreveu o mecanismo de jogo, o mecanismo de física e adaptou o livro ao jogo.
Em 2017, ela foi tema do episódio "The Hunt for ‘The Hobbit’s’ Missing Hero", da premiada série de televisão documentária "8 Bit Legacy: The Curious History of Video Games".

## Carreira
No início dos anos 1980, Megler fez parte do nascimento da indústria de jogos de computador na Austrália como uma das primeiras funcionárias da Melbourne House Publisher. Enquanto estava lá, ela participou do desenvolvimento de jogos de computador, incluindo a programação do jogo mais vendido de todos os tempos no computador doméstico Spectrum 64, The Hobbit.
Em 2003, ela participou do projeto da IBM para a nascente indústria de jogos online.

## Programação de Jogos Eletrônicos
- 1981 - Penetrator[4]
- 1982 - The Hobbit